# آرمادا میوزیک
آرمادا میوزیک (انگلیسی: Armada Music) شرکت نشر موسیقی هلندی است، که در سال ۲۰۰۳ توسط آرمین ون بورن تأسیس شد.